# SV Vespo
El SV Vespo es un equipo de fútbol de Bonaire que juega en la Liga de Bonaire, la máxima categoría de fútbol en el país.

## Historia
Fue fundado el 9 de abril de 1959 en la ciudad de Rincon, Bonaire y es uno de los equipos más importantes de la ciudad junto al Real Rincon.
El club ha conseguido dos títulos de la Liga de Bonaire y además de haber participado en la desaparecida Kopa Antiano de la desaparecida Antillas Neerlandesas en algunas ocasiones.

## Palmarés
- Liga de Bonaire: 2

1995, 2006/07